# Числа с собственными именами
В этот список включены числа, имеющие собственные названия, не являющиеся стандартными сложносоставными названиями чисел. Именные названия степеней тысячи приводятся, только если у них есть иные названия.

## Натуральные числа

### Десятичные цифры
- 0 — ноль
- 1 — единица, один, раз, кол, Аз[1] (старославянское)
- 2 — два, пара[2], дублет[3], ве́ди[1](кириллица)
- 3 — три, троица, трио, ве́ди[1](глаголица), Пелларрароринкурак
- 4 — четыре[1], кварта
- 5 — пять
- 6 — шесть
- 7 — семь
- 8 — восемь
- 9 — девять

### Числа меньше 1000
- 10 — десять, A16 (в 16-ричной системе счисления)
- 11 — одиннадцать, B16
- 12 — двенадцать, дюжина, C16
- 13 — тринадцать, чёртова дюжина, D16
- 14 — четырнадцать, стон или стоун, E16
- 15 — пятнадцать, F16
- 16 — шестнадцать
- 17 — семнадцать
- 18 — восемнадцать
- 19 — девятнадцать
- 20 — двадцать
- 30 — тридцать, полкопы
- 40 — сорок
- 50 — пятьдесят, полста[4], полсотни[5]
- 60 — шестьдесят, копа
- 70 — семьдесят
- 80 — восемьдесят
- 90 — девяносто
- 100 — сто, сотня, стольник[6]
- 144 — гросс (дюжина дюжин)
- 150 — сто пятьдесят, полтораста
- 200 — двести
- 300 — триста
- 400 — четыреста
- 500 — пятьсот
- 600 — шестьсот
- 666 — шестьсот шестьдесят шесть, число зверя
- 700 — семьсот
- 800 — восемьсот
- 900 — девятьсот

### Числа от 1000 и выше
- 1 000 — тысяча
- 1 600 — сорок сороков
- 1 728 — Масса (дюжина гроссов), доцанд
- 1 729 — число Рамануджана—Харди
- 10 000 — Тьма (число) (в малом древнерусском счёте), мириада, ревава́ (древнееврейский)
- 100 000 — легион (древнерусский малый счёт), лакх (индийская система счисления)
- 1 000 000 — миллион, леодр (древнерусский малый счёт)
- 10 000 000 — вран (древнерусский малый счёт), крор (индийская система счисления)
- 100 000 000 — Колода (древнерусский малый счёт)
- 1 000 000 000 — миллиард (короткая шкала), аравб (индийская система счисления)
- 1012 — триллион (короткая шкала), биллион (длинная шкала), легион (древнерусский великий счёт)
- 1015 — квадриллион
- 1024 — септиллион (короткая шкала), квадриллион (длинная шкала), леодр (древнерусский великий счёт)
- 1048 — квиндециллион (короткая шкала), октиллион (длинная шкала), вран (или ворон) (древнерусский великий счёт)
- 1049 — 10 квиндециллионов (короткая шкала), 10 октиллионов (длинная шкала), колода (древнерусский великий счёт)
- 1050 — 100 квиндециллионов (короткая шкала), 100 октиллионов (длинная шкала), тьма тем (древнерусский великий счёт)
- 10100 — гугол
- 10140 — асанкхейя
- 10303 — центиллион
- 103003 — миллеиллион
- 1010100 — гуголплекс
- g64 — Число Грэма
- Rayo(10100)— число Райо

## Дробные числа
- ⅛ (0,125) — осьмушка
- ¼ (0,25) — четверть, кварта
- ⅓ (0,333…) — треть
- ½ (0,5) — половина (полма)
- 1½ (1,5) — полтора

- Постоянная Эйлера — Маскерони ({\displaystyle \gamma \approx 0{,}577\dots })

### Иррациональные числа
- Постоянная Апери ({\displaystyle \zeta (3)\approx 1{,}20\dots })
- золотое сечение ({\displaystyle \varphi ={\frac {{\sqrt {5}}+1}{2}}\approx 1{,}618\dots })

#### Трансцендентные числа
- Число Эйлера е ({\displaystyle \approx 2{,}718\dots })
- Пи (число) π, ({\displaystyle \approx 3{,}14\dots })

## Числа без известного значения
- Число Скьюза (между 1019 и 10317)
- Число Райо (больше {\displaystyle S(2^{65536}-1)}, где S — функция максимальных сдвигов[7])

## Невещественные числа
- {\displaystyle {\sqrt {-1}}} — комплексная единица, мнимая единица, i, j